# Vincent van Gogh
Vincent van Gogh, nizozemski slikar, * 30. marec 1853, Zundert, † 29. julij 1890, Auvers-sur-Oise.
Van Gogh velja za največjega nizozemskega slikarja po Rembrandtu. Skupaj z Gauguinom in Cézannom spada med največje postimpresioniste.

## Življenje
Vincent William van Gogh se je rodil 30. marca 1853 v mestu Groot-Zundert v deželi Brabant. Oče Theodorus van Gogh je bil protestantski pastor in tako je sin podedoval močno religiozno občutenje narave in življenja. Vaško šolo v Zundertu je obiskoval od leta 1860 dalje, kjer je poučeval katoliški učitelj skupaj 200 dijakov. 1. oktobra 1864 je odšel v internat Jan Provily v Zevenbergen, približno 32 km stran. 15. septembra 1866 je odšel v srednjo šolo Willem II. College v Tilburgu. Constantijn C. Huysmans, uspešen umetnik v Parizu, je učil Van Gogha risanja. Marca 1868 je Van Gogh nenadoma zapustil šolo in se vrnil domov. V juliju 1869 mu je njegov stric Cent pomagal pridobiti delo prodajalca umetniških predmetov v Goupil & Cie v Haagu. Po usposabljanju je v juniju 1873 odšel v London. Zaljubil se je v hčerko svojega gospodarja, Eugénie Loyer, ki pa ga je zavrnila. 1. aprila 1876 je nehal delati za Goupila.
Van Goghova verska gorečnost je rasla in čutil je, da je našel svoj pravi poklic. V prizadevanju da postane pastor, ga je njegova družina maja 1877 poslala v Amsterdam na študij teologije, kjer je ostal pri stricu Jan van Goghu, mornariškemu viceadmiralu. Ker ni naredil sprejemnega izpita, ga je julija 1878 zapustil. Nato je opravil trimesečni tečaj na Vlaamsche Opleidingsschool, protestantski misijonarski šoli v Laeknu, v bližini Bruslja. V januarju 1879 je prevzel začasno delovno mesto kot misijonar v vasi Petit Wasmesu, v premogovniškem okrožju Borinagea v Belgiji. Nekaj časa je živel s prostitutko za katero je skrbel, vendar si je cerkvena oblast razmerje napačno razlagala in ga odpustila.
Mlajši brat Theo ga je spodbujal naj postane slikar in ga kasneje tudi denarno podpiral. Odpotoval je v Bruselj, da bi se 15. novembra 1880 vpisal na Académie Royale des Beaux-Arts v Bruslju, za kar ga je prepričal znameniti nizozemski umetnik Willem Roelofs. Na Académie je študiral anatomijo in standardna pravila modeliranja in perspektive. V aprilu 1881 se je Van Gogh preselil v Etten na podeželje k svojim staršem, kjer je nadaljeval risanje in pogosto uporabil sosede kot statiste.
V januarju 1882 se je naselil v Haagu, da bi s pomočjo bratranca Antona Mauve (1838-1888), ki je bil nizozemski slikar realist in vodilni član haaškega šole, odprl atelje. To mu ni uspelo. Van Goghov stric Cornelis, trgovec z umetninami, mu je naročil 12 risb razgledov na mesto. V juniju je preživel tri tedne v bolnišnici, kjer si je zdravil gonorejo.
Leta 1883 se preseli v Nuenen v severnem Brabantu. Na slikarskih pohodih se mu večkrat pridružila Margot Begemann, ki se je vanj zaljubila. Odločil se je poročiti, vendar je temu nasprotovala družine. Margot se je zastrupila s strihninom. 26. marca 1885 je zaradi srčnega napada umrl njegov oče, kar ga je zelo potrlo. V tem času je naslikal številne risbe in akvarele ter skoraj 200 oljnih slik.
V novembru 1885 se je preselil v Antwerpen, kjer je skromno živel z bratovo podporo. Po muzejih je preučeval barvne teorije, zlasti je študiral dela Petra Paula Rubensa. Začel je tudi piti in to absint. Kljub zavračanju akademskega izobraževanja se vpisal na Akademijo za likovno umetnost v Antwerpnu, kjer je v januarju 1886 maturiral iz slikanja in risanja.
Marca 1886 se je preselil k bratu v Pariz. V Parizu je slikal portrete prijateljev in znancev, tihožitja, poglede na Le Moulin de la Galette, prizore iz Montmartra, Asnières in ob Seini. Občudoval je dela Adolpha Josepha Thomasa Monticellija v Galerie Delareybarette, kar je vplivalo tudi na njegova dela v tistem obdobju. Ker sta se z bratom pogosto sporekla, se je Van Gogh odselil v  Asnières v severozahodnem predmestju Pariza. V dveh letih življenja v Parizu je naslikal več kot 200 slik.
V novembru 1887 sta Theo in Vincent srečala in se spoprijateljila s Paulom Gauguinom.
Van Gogh se je 21. februarja 1888 preselil v Arles v upanju, da najde zatočišče v času, ko je bil bolan od pijače in trpel zaradi kadilskega kašlja kadilca. Nastanil se je v hotelu Hotel-Restaurant Carrel. Njegov spremljevalec je za dva meseca danski postal umetnik Christian Mourier-Petersen (1858-1945). Van Gogha je očarala pokrajina in svetloba in njegova dela iz tega obdobja so bogata z rumeno, ultramarin in vijolično barvo. Ker je bil predrag, se je iz Hôtel Carrel preselil v najeto prazno "rumeno" hišo v kateri je uredil atelje. Tukaj je čakal, da se mu pridruži Gauguin. Nekaj časa sta preživela skupaj, a ker je bil Vincent zelo vkipljive narave in mu celo grozil z britvico, se je Gauguin odločil vrniti v Pariz. Preden je odšel, se je vrnil v "rumeno" hišo, kjer so mu povedali, da so van Gogha odpeljali v bolnico, ker si je odrezal del ušesa in ga dal prostitutki v baru.
V "rumeni" hiši je narisal serijo znanih slik: Stol (1888), Spalnica v Arlesu (1888), Nočni bar (1888), Kavarniška terasa ponoči (september 1888), Zvezdna noč na Roni (1888), Tihožitje: Vaza z dvanajstimi sončnicami (1888), vse z namenom da bo opremil hišo.
8. maja 1889 se je van Gogh prostovoljno umaknil v Saint-Rémy v umobolnico, nekdanji samostan, v Saint Paul-de-Mausole. V času njegovega bivanja sta ambulanta in vrt postala glavna tema njegovih slik. Naredil je tudi nekaj študij bolnišničnih interierjev. Tukaj je nastala tudi ena od njegovih najbolj znanih slik Zvezdna noč. Na kratkih nadzorovanih sprehodih so nastale slik cipres in oljčnih dreves: Oljke 1889, Ciprese 1889, Žitno polje s cipresami (1889), Podeželska cesta v Provansi ponoči (1890).
Po letu dni je imel nov napad duševne zmedenosti, sledili so še novi in spoznal je, da je neozdravljico bolan. Leta 1890 je odšel v Auvers-our-Oise v oskrbo k zdravniku Paulu Gachetu. Nekega dne, ko je slikal na prostem, se je ustrelil. Čez dva dni je 29. julija 1890 umrl. Pokopan je na pokopališču v Auversu.
Osrednja figura v njegovem življenju je bil brat Theo, ki ga je finančno podpiral. Njuno prijateljstvo je dokumentirano v številnih pismih, ki segajo do leta 1872. 

## Delo
Kot slikar je deloval šele v zadnjih desetih letih svojega življenja. Sprva je delal samo s temnimi barvami, dokler ni prišel v stik z impresionizmom v Parizu. Svetle barve je uporabil v unikatnem in prepoznavnem stilu, ki ga je izpopolnjeval, ko je živel v Arlesu. Naredil je 900 slik in 1100 skic. Tačas je živel na različnih koncih Nizozemske in Francije. Vseskozi je živel v revščini in na robu eksistence. Za časa življenja je prodal samo eno sliko, tako da je živel v glavnem od skromne bratove finančne pomoči.
Njegovi slikarski začetki segajo v leto 1880, ko je pričel s slikanjem realističnih podob v temnih tonih, v njih je opisoval življenje kmetov in delavcev. Glavno delo iz te dobe so Jedci krompirja (1885). Leta 1886 se je preselil k bratu Theu v Pariz, kjer se je srečal z impresionizmom in japonskim barvnim lesorezom. Barve na njegovih slikah so postale svetlejše. Spoprijateljil se je s Paulom Gauguinom in z njim leta 1888 odpotoval v Arles, kjer je njegov slog popolnoma dozorel. Njegovo poznejše delo, ko je opustil impresionistične težnje, je bilo zelo pomembno za fauviste (Matisse), ekspresioniste in sodobno slikarstvo nasploh.
Van Gogh je bil pionir ekspresionizma. Imel je močan vpliv na umetnost v 20. stoletju.
Po njegovi smrti so bile spominske razstave v Bruslju, Parizu, Haagu in Antwerpnu. V začetku 20. stoletja je bila retrospektiva v Parizu (1901 in 1905) in Amsterdamu (1905), njegove slike so bile tudi na pomembnih skupinskih razstavah v Kölnu (1912), New Yorku (1913) in Berlinu (1914). Do sredine 20. stoletja je postal Van Gogh eden največjih in najbolj prepoznavnih slikarjev v zgodovini.
Njegova doslej najdražja slika se je leta 1990 prodala za 82,5 milijona dolarjev. Višjo ceno je dosegel le Picasso.